# پی‌اس نورماندی
پی‌اس نورماندی (به انگلیسی: PS Normandy) یک کشتی بود که طول آن ۲۲۰ فوت ۰ اینچ (۶۷٫۰۶ متر) بود. این کشتی در سال ۱۸۶۳ ساخته شد.